# Dassault Falcon 2000
Dassault Falcon 2000 – dwusilnikowy samolot biznesowy produkowany przez Dassault Aviation, nieznacznie pomniejszona wersja trójsilnikowego Dassault Falcon 900. Ten model budowany jest w kooperacji z włoską Alenia Aermacchi.

## Wersje
- Falcon 2000: pierwsza wersja produkcyjna z silnikami CFE (General Electric & AlliedSignal) CFE738-1-1B (ciąg 25,46 kN), certyfikowana w 1994.
- Falcon 2000EX: wersja z silnikami P&W PW308C (ciąg 31,14 kN), obltana w 2001, certyfikowana w 2003.
- Falcon 2000EX EASy: wersja ze szklanym kokpitem od Honeywell International, oblatana w 2003, certyfikowana w 2004.
- Falcon 2000DX: następca wersji 2000 z awioniką z wersji EX EASy, zapas paliwa zmniejszony o 900 kg, wprowadzony w 2007 roku.
- Falcon 2000LX: wersja z wingletami i awioniką z wersji EASy, zużycie paliwa ograniczono o 5% w celu zwiększenia zasięgu, zastąpiła model 2000EX, obltana w 2007, certyfikowana w 2009.
- Falcon 2000S: następca wersji DX, awionika EASy II, skrzydło z LX, oblatany w 2011, certyfikowany w 2013[1].
- Falcon 2000LXS: następca wersji LX, certyfikowany w 2013.

## Użytkownicy rządowi
Bułgaria (VIP)
 Francja (ELINT)
 Japonia (Straż Wybrzeża)
 Słowenia (VIP)

## Dane techniczne
| Parametr                  | Falcon 2000                                | Falcon 2000EX                                     | Falcon 2000DX                                     | Falcon 2000LX                                     | Falcon 2000S                                      | Falcon 2000LXS                                    |
| ------------------------- | ------------------------------------------ | ------------------------------------------------- | ------------------------------------------------- | ------------------------------------------------- | ------------------------------------------------- | ------------------------------------------------- |
| Długość:                  | 20,23 m                                    | 20,23 m                                           | 20,23 m                                           | 20,23 m                                           | 20,23 m                                           | 20,23 m                                           |
| Wysokość:                 | 7,06 m                                     | 7,06 m                                            | 7,06 m                                            | 7,06 m                                            | 7,06 m                                            | 7,06 m                                            |
| Rozpiętość skrzydeł:      | 19,33 m                                    | 19,33 m                                           | 19,33 m                                           | 21,38 m                                           | 21,38 m                                           | 21,38 m                                           |
| Powierzchnia skrzydeł:    | 49,02 m²                                   | 49,02 m²                                          | 49,02 m²                                          | 49,02 m²                                          | 49,02 m²                                          | 49,02 m²                                          |
| Skos skrzydła:            | 29°                                        | 29°                                               | 29°                                               | 29°                                               | 29°                                               | 29°                                               |
| Szerokość:                | 2,5 m                                      | 2,5 m                                             | 2,5 m                                             | 2,5 m                                             | 2,5 m                                             | 2,5 m                                             |
| Długość kabiny:           | 7,98 m                                     | 7,98 m                                            | 7,98 m                                            | 7,98 m                                            | 7,98 m                                            | 7,98 m                                            |
| Szerokość kabiny:         | 2,35 m                                     | 2,35 m                                            | 2,35 m                                            | 2,35 m                                            | 2,35 m                                            | 2,35 m                                            |
| Wysokość w kabinie:       | 1,88 m                                     | 1,88 m                                            | 1,88 m                                            | 1,88 m                                            | 1,88 m                                            | 1,88 m                                            |
| Maksymalny zasięg:        | 5790 km                                    | 7040 km                                           | 6019 km                                           | 7400 km                                           | 6200 km                                           | 7408 km                                           |
| Prędkość przelotowa:      | Mach 0,85                                  | Mach 0,85                                         | Mach 0,85                                         | Mach 0,85                                         | Mach 0,85                                         | Mach 0,85                                         |
| Wznoszenie początkowe:    | 17,4 m/s                                   | 17,4 m/s                                          | 17,4 m/s                                          | 17,4 m/s                                          | 17,4 m/s                                          | 17,4 m/s                                          |
| Pułap:                    | 14 325 m                                   | 14 325 m                                          | 14 325 m                                          | 14 325 m                                          | 14 325 m                                          | 14 325 m                                          |
| Maksymalna masa startowa: | 16 239 kg                                  | 18 734 kg                                         | 18 597 kg                                         | 19 142 kg                                         | 18 688 kg                                         | 19 414 kg                                         |
| Masa własna:              | 9435 kg                                    | 10 519 kg                                         | 10 519 kg                                         | 10 519 kg                                         | 10 519 kg                                         | 10 519 kg                                         |
| Załoga:                   | 2                                          | 2                                                 | 2                                                 | 2                                                 | 2                                                 | 2                                                 |
| Pasażerowie:              | od 8 do 12                                 | od 8 do 12                                        | od 8 do 12                                        | od 8 do 12                                        | od 8 do 12                                        | od 8 do 12                                        |
| Silniki:                  | 2 × GE-Aviation & AlliedSignal CFE738-1-1B | 2 × Pratt & Whitney Pratt & Whitney Canada PW308C | 2 × Pratt & Whitney Pratt & Whitney Canada PW308C | 2 × Pratt & Whitney Pratt & Whitney Canada PW308C | 2 × Pratt & Whitney Pratt & Whitney Canada PW308C | 2 × Pratt & Whitney Pratt & Whitney Canada PW308C |
| Ciąg silnika:             | 25,46 kN                                   | 31,14 kN                                          | 31,14 kN                                          | 31,14 kN                                          | 31,14 kN                                          | 31,14 kN                                          |